# 前56年
| 千纪： | 前1千纪 |
| 世纪： | 前2世纪 \| 前1世纪 \| 1世纪                                                                                |
| 年代： | 前80年代 \| 前70年代 \| 前60年代 \| 前50年代 \| 前40年代 \| 前30年代 \| 前20年代                           |
| 年份： | 前61年 \| 前60年 \| 前59年 \| 前58年 \| 前57年 \| 前56年 \| 前55年 \| 前54年 \| 前53年 \| 前52年 \| 前51年 |
| 纪年： | 西汉五凤二年                                                                                               |

## 大事记
- 由于握衍朐鞮单于不得人心，匈奴发生内乱，原为左贤王的呼屠吾斯自立为郅支单于，此时匈奴内部另外亦有多名单于。
- 高卢成為罗马共和国行省。
- 羅馬共和國於奧克托杜魯斯戰役取得勝利，但士兵們都體力不支，所以只好退出阿爾卑斯山脈。